# Axel Coronado
Axel Coronado (2 giugno 1992) è un copilota di rally spagnolo, dal 2023 gareggia in coppia con Sergi Pérez Jr..

## Carriera
Comincia la sua carriera nei rally nel 2008 a livello regionale, nel 2013 corre il primo rally fuori dai confini spagnoli e nel 2019 esordisce nel mondiale nella categoria WRC-2. Nel 2022 conquista i primi punti nella categoria e nel 2025 esordisce nella massima categoria del mondiale al fianco di Diogo Salvi.

## Vittorie

### WRC Masters Cup
| # | Anno | Evento                    | Pilota        | Auto                   | Squadra               |
| - | ---- | ------------------------- | ------------- | ---------------------- | --------------------- |
| 1 | 2025 | Rally delle Isole Canarie | Antonio Forné | Škoda Fabia Rally2 evo | Escudería Costa Brava |

### Altri rally
| #  | Stagione | Campionato                  | Evento                               | Pilota                   | Auto                    |
| -- | -------- | --------------------------- | ------------------------------------ | ------------------------ | ----------------------- |
| 1  | 2014     | -                           | Rallysprint Sabiñánigo-Alto Gállego  | Daniel Oliveras Carreras | Seat Ibiza 2.0 GTi 16V  |
| 2  | 2016     | -                           | Ral·li de La Llana                   | Xavi Domènech            | BMW M3 E30              |
| 3  | 2018     | Campionato catalano asfalto | Ral·li La Pineda                     | Xavi Domènech            | Citroën DS3 R5          |
| 4  | 2018     | Campionato catalano         | Ral·li Ciutat d'Igualada             | Xavi Domènech            | Citroën DS3 R5          |
| 5  | 2018     | Campionato catalano         | Rally Empordà                        | Xavi Domènech            | Citroën DS3 R5          |
| 6  | 2018     | Campionato catalano asfalto | Ral·li de La Llana                   | Xavi Domènech            | Citroën DS3 R5          |
| 7  | 2018     | Campionato catalano terra   | Ral·li Torrefeta i Florejacs-El Llor | Xavi Domènech            | Citroën DS3 R5          |
| 8  | 2021     | -                           | Rallysprint Llucena                  | Xavi Domènech            | Porsche 997 GT3 Cup 3.6 |
| 9  | 2023     | Coppa spagnola asfalto      | Rallye Ciudad de Valencia            | Sergi Pérez Jr.          | Hyundai i20 N Rally2    |
| 10 | 2024     | Campionato catalano         | Rallye 2000 Viratges                 | Antonio Forné            | Škoda Fabia Rally2 evo  |
| 11 | 2025     | Campionato catalano terra   | Ral·li de Terra Rocafort de Vallbona | Sergi Pérez Jr.          | Citroën C3 Rally2       |

## Risultati nel mondiale rally

### WRC
| 2019 | Scuderia | Vettura        |  |  |     |  |  |  |  |  |  |  |  |  |  |  |  |  | Punti | Pos. |
| ---- | -------- | -------------- |  |  | --- |  |  |  |  |  |  |  |  |  |  |  |  |  | ----- | ---- |
| 2019 |          | Ford Fiesta R5 |  |  | Rit |  |  |  |  |  |  |  |  |  |  |  |  |  | 0     |      |

| 2021 | Scuderia | Vettura                |  |  |  |  |  |  |  |  |  |  |    |  |  |  |  |  | Punti | Pos. |
| ---- | -------- | ---------------------- |  |  |  |  |  |  |  |  |  |  | -- |  |  |  |  |  | ----- | ---- |
| 2021 |          | Škoda Fabia Rally2 evo |  |  |  |  |  |  |  |  |  |  | 49 |  |  |  |  |  | 0     |      |

| 2022 | Scuderia | Vettura                |  |  |  |    |    |  |    |  |  |  |  |  |  |  |  |  | Punti | Pos. |
| ---- | -------- | ---------------------- |  |  |  | -- | -- |  | -- |  |  |  |  |  |  |  |  |  | ----- | ---- |
| 2022 |          | Škoda Fabia Rally2 evo |  |  |  | 46 | 14 |  | 14 |  |  |  |  |  |  |  |  |  | 0     |      |

| 2023 | Scuderia       | Vettura                                      |    |    |  |  |    |     |  |    |     |  |  |  |  |  |  |  | Punti | Pos. |
| ---- | -------------- | -------------------------------------------- | -- | -- |  |  | -- | --- |  | -- | --- |  |  |  |  |  |  |  | ----- | ---- |
| 2023 | Toksport WRT 2 | Škoda Fabia RS Rally2 Škoda Fabia Rally2 evo | 16 | 19 |  |  | 26 | Rit |  | 21 | Rit |  |  |  |  |  |  |  | 0     |      |

| 2024 | Scuderia | Vettura             |    |  |  |  |  |  |  |  |  |  |  |  |  |  |  |  | Punti | Pos. |
| ---- | -------- | ------------------- | -- |  |  |  |  |  |  |  |  |  |  |  |  |  |  |  | ----- | ---- |
| 2024 |          | Renault Clio Rally5 | 59 |  |  |  |  |  |  |  |  |  |  |  |  |  |  |  | 0     |      |

| 2025 | Scuderia                               | Vettura                                 |  |  |  |    |    |  |  |  |  |  |  |  |  |  |  |  | Punti | Pos. |
| ---- | -------------------------------------- | --------------------------------------- |  |  |  | -- | -- |  |  |  |  |  |  |  |  |  |  |  | ----- | ---- |
| 2025 | Escudería Costa Brava M-Sport Ford WRT | Škoda Fabia Rally2 evo Ford Puma Rally1 |  |  |  | 23 | 31 |  |  |  |  |  |  |  |  |  |  |  | 0     |      |

| Legenda | 1º posto | 2º posto | 3º posto | A punti | Senza punti | Ritirato | Squalificato | NP=Non partito C=Gara cancellata | Apice=Power stage |

### WRC2
| 2019 | Scuderia | Vettura        |  |  |     |  |  |  |  |  |  |  |  |  |  |  |  |  | Punti | Pos. |
| ---- | -------- | -------------- |  |  | --- |  |  |  |  |  |  |  |  |  |  |  |  |  | ----- | ---- |
| 2019 |          | Ford Fiesta R5 |  |  | Rit |  |  |  |  |  |  |  |  |  |  |  |  |  | 0     |      |

| 2022 | Scuderia | Vettura                |  |  |  |    |   |  |   |  |  |  |  |  |  |  |  |  | Punti | Pos. |
| ---- | -------- | ---------------------- |  |  |  | -- | - |  | - |  |  |  |  |  |  |  |  |  | ----- | ---- |
| 2022 |          | Škoda Fabia Rally2 evo |  |  |  | 24 | 7 |  | 6 |  |  |  |  |  |  |  |  |  | 14    | 26º  |

| 2023 | Scuderia       | Vettura                                      |   |    |  |  |    |     |  |    |     |  |  |  |  |  |  |  | Punti | Pos. |
| ---- | -------------- | -------------------------------------------- | - | -- |  |  | -- | --- |  | -- | --- |  |  |  |  |  |  |  | ----- | ---- |
| 2023 | Toksport WRT 2 | Škoda Fabia RS Rally2 Škoda Fabia Rally2 evo | 7 | 10 |  |  | 18 | Rit |  | 10 | Rit |  |  |  |  |  |  |  | 8     | 31º  |

| 2025 | Scuderia              | Vettura                |  |  |  |    |  |  |  |  |  |  |  |  |  |  |  |  | Punti | Pos. |
| ---- | --------------------- | ---------------------- |  |  |  | -- |  |  |  |  |  |  |  |  |  |  |  |  | ----- | ---- |
| 2025 | Escudería Costa Brava | Škoda Fabia Rally2 evo |  |  |  | 13 |  |  |  |  |  |  |  |  |  |  |  |  | 0     |      |

| Legenda | 1º posto | 2º posto | 3º posto | A punti | Senza punti | Ritirato | Squalificato | NP=Non partito C=Gara cancellata | Apice=Power stage |

### WRC2 Challenger
| 2023 | Scuderia       | Vettura                                      |   |   |  |  |    |     |  |   |     |  |  |  |  |  |  |  | Punti | Pos. |
| ---- | -------------- | -------------------------------------------- | - | - |  |  | -- | --- |  | - | --- |  |  |  |  |  |  |  | ----- | ---- |
| 2023 | Toksport WRT 2 | Škoda Fabia RS Rally2 Škoda Fabia Rally2 evo | 5 | 6 |  |  | 12 | Rit |  | 8 | Rit |  |  |  |  |  |  |  | 22    | 17º  |

| 2025 | Scuderia              | Vettura                |  |  |  |    |  |  |  |  |  |  |  |  |  |  |  |  | Punti | Pos. |
| ---- | --------------------- | ---------------------- |  |  |  | -- |  |  |  |  |  |  |  |  |  |  |  |  | ----- | ---- |
| 2025 | Escudería Costa Brava | Škoda Fabia Rally2 evo |  |  |  | 11 |  |  |  |  |  |  |  |  |  |  |  |  | 0     |      |

| Legenda | 1º posto | 2º posto | 3º posto | A punti | Senza punti | Ritirato | Squalificato | NP=Non partito C=Gara cancellata | Apice=Power stage |

### WRC Masters Cup
| 2025 | Scuderia              | Vettura                |  |  |  |   |  |  |  |  |  |  |  |  |  |  |  |  | Punti | Pos. |
| ---- | --------------------- | ---------------------- |  |  |  | - |  |  |  |  |  |  |  |  |  |  |  |  | ----- | ---- |
| 2025 | Escudería Costa Brava | Škoda Fabia Rally2 evo |  |  |  | 1 |  |  |  |  |  |  |  |  |  |  |  |  | [ 7 ] |      |

| Legenda | 1º posto | 2º posto | 3º posto | A punti | Senza punti | Ritirato | Squalificato | NP=Non partito C=Gara cancellata | Apice=Power stage |